# Mimoselenopalpus impressicollis
Mimoselenopalpus impressicollis là một loài bọ cánh cứng trong họ Oedemeridae. Loài này được Pic miêu tả khoa học năm 1956.